# S4!Sash!
 (septembre 2023).
S4!Sash! est un album du groupe de musique électronique Sash!. Il est sorti en 2003. Il contient notamment le titre Run' en duo avec Boy George.

## Titres de l'album
| No  | Titre            | Featuring        | Durée |
| --- | ---------------- | ---------------- | ----- |
| 1.  | Overture         | T.J. Davies      |       |
| 2.  | Ganbareh         | Miko             |       |
| 3.  | I Believe        | T.J. Davies      |       |
| 4.  | The Sunset       | Georgina Collins |       |
| 5.  | The Secret       | Sarah Brightman  |       |
| 6.  | Run              | Boy George       |       |
| 7.  | Rainforest       |                  |       |
| 8.  | Nessun Dorma     |                  |       |
| 9.  | Luna Llena       | La Isla          |       |
| 10. | Habibi           | DJ Sammy Sam     |       |
| 11. | Peace Of Mind    | Kirstin          |       |
| 12. | Baila Loca       |                  |       |
| 13. | Stop Pushin'     | Marvin Broadie   |       |
| 14. | S4! Sash!        |                  |       |
| 15. | The Walk         |                  |       |
| 16. | Don't Be So Rude |                  |       |